# Anna Karlin
Anna Clara Maria J:son Karlin, född Forsell 28 februari 1869 i Växjö, död 27 mars 1898 i Honnef i Tyskland, var en svensk gobelängvävare och mönsterritare.
Hon var föreståndare, lärare och mönsterritare vid Kulturhistoriska föreningens i Lund fackskola för konstvävnad från 1896, och var särskilt utbildad som gobelängvävare. Hon gifte sig 1896 med Kulturens grundare Georg J:son Karlin.